# 新地発電所
新地発電所（しんちはつでんしょ）は、福島県相馬郡新地町駒ケ嶺字今神1番地1にある相馬共同火力発電の石炭火力発電所。

## 概要
東北電力とJERAの折半出資による相馬共同火力発電株式会社が運営する石炭火力発電所。1994年7月に1号機が運転を開始、2号機までが建設された。発電所付近の、新地町と相馬市にまたがる一帯は、電源立地を生かした相馬中核工業団地として整備されている。
相馬港で陸揚げされた石炭（海外炭）を燃料としており（助燃剤として重油、軽油を使用）、同発電所で使用される石炭は同港の扱い量の大半を占める。低炭素社会への取り組みとして、木質バイオマス燃料（木質ペレット）が2015年3月から導入された。
排煙のために建てられた煙突は高さ200mの高さを誇り、天気が良い日には約50km離れた仙台市の高層ビルや丘陵地から見ることができる。

## 発電設備
- 総出力：200万kW[5]
- 敷地面積：約182ha

1号機
定格出力：100万kW
使用燃料：石炭、木質バイオマス
蒸気条件：超臨界圧（Super Critical）
熱効率：41.89%（高位発熱量基準）
営業運転開始：1994年7月
2号機
定格出力：100万kW
使用燃料：石炭、木質バイオマス
蒸気条件：超臨界圧（SC）
熱効率：41.89%（高位発熱量基準）
営業運転開始：1995年7月

## 地震による被災
東北地方太平洋沖地震 (2011年)
2011年3月11日に発生した東北地方太平洋沖地震によって被災。2号機が自動停止した。1号機は定期点検で停止中であった。両機とも設備に被害が発生したため運転を停止した。
復旧作業により12月19日に2号機が運転を再開、12月27日に1号機が運転を再開した。なお、両機とも2012年3月20日に石炭専焼によるフル出力(100万kW)運転を達成した。
福島県沖地震 (2022年)
2022年3月16日に発生した福島県沖地震によって被災。1号機が自動停止した。また、専用埠頭に4基ある揚炭機のうち2基が損壊した。

## 沿革
- 1981年6月 - 相馬共同火力発電株式会社設立。
- 1990年8月 - 1号機着工。
- 1991年8月 - 2号機着工。
- 1994年7月 - 1号機営業運転開始。
- 1995年7月 - 2号機営業運転開始。
- 1995年10月 - PR施設「わくわくランド」オープン。
- 2011年3月 - 東北地方太平洋沖地震により被災。発電停止。
- 2011年12月 - 19日に2号機、27日に1号機が運転を再開。
- 2015年3月 - 木質バイオマス燃料導入。[11]